# Pápai Szent Flórián-szobor
A pápai Flórián és Szent István utca sarkán álló rokokó Szent Flórián-szobor 1753-ban készült Esterházy Ferenc gróf megrendelésére, alkotója feltehetőleg ugyanaz az ismeretlen nevű mesterember volt, aki a Nepomuki Szent János-szobrot is készítette.
A szent alakja puttófejekkel körülvett felhőn áll, melyet két angyal fog közre; jobbjában zászlót tart, a baljában levő vizeskorsóból pedig egy égő házat olt, miközben az égre tekint. A szobor talapzatát koronás Esterházy-címer díszíti, körülötte négyszögű, rokokó stílusú áttört kőrács húzódik.
A szobor eredetileg kissé északabbra, a Szent István út 12. számú ház előtt állt (Itt volt valaha a pápai vár Győri vagy Tízes-kapuja). A 20. század elején már meglehetősen romos állapotban volt, jobb karja és két puttófej hiányzott. Az 1960-as években a Fő térre, a nagytemplom elé helyezték, innen 2000-ben, restaurálása után került mai helyére.